# لاغران
لاغران، روستایی در دهستان ده فیش بخش بنارویه شهرستان لارستان در استان فارس ایران است.

## دین و مذهب
دین مردم لاغران اسلام است و مذهب آنها اهل سنت و جماعت و از فقه شافعی هستند.

## نژاد
مردم لاغران از نژاد اچم (خودمونی) هستند.

## زبان
مردم لاغران به زبان اچمی (خودمونی) سخن میگویند.

## تاریخ

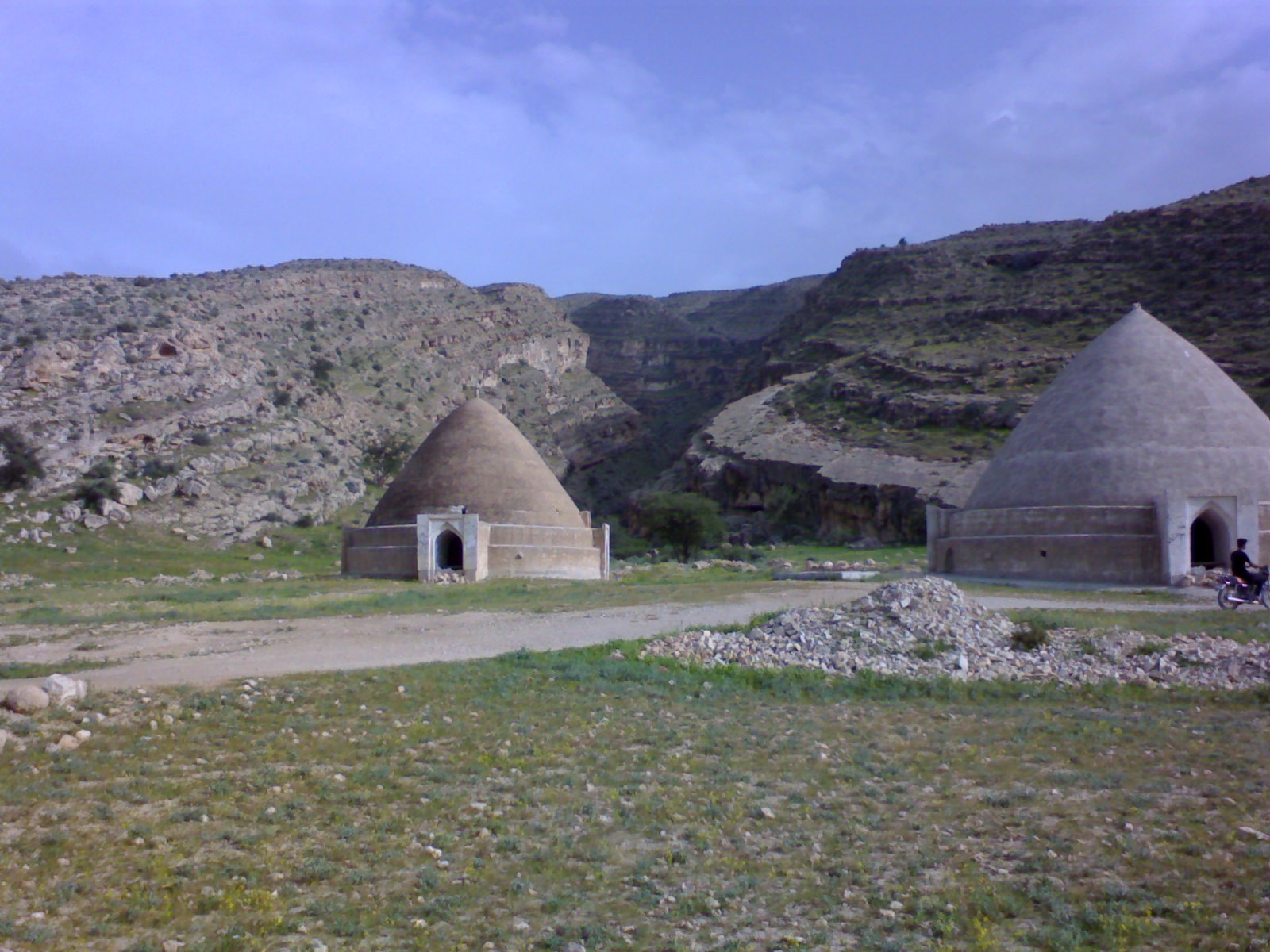
دره دوم لاغران

روستای لاغران از قدمتی تاریخی برخوردار است. قدمت آن حتی به دوران زرتشتیان نیز می‌رسد. با توجه به واقع شدن در ۱۵ پانزده کیلومتری کاریان که آتشکده معروف آذرفرنبغ در آنجا واقع شده و وجود مخروبه‌ها که آثار آن در اطراف لاغران به وفور دیده می‌شود یا آثار قدیمی که هنگام حفر چاه فاضلاب یا پی کنی در خانه‌ها یی که در دامنه کوه واقع شده‌اند به دست می‌آید می‌توان تاریخ روستا را حدس زد منتهی طبق گفته پیرمردها و ریش سفیدان لاغران در زمانهای مختلف به دلیل قحط سالی و بیماریهای عمومی نظیر وبا، سل، و… و مورد دستبرد و تاراج قرار گرفتن دارایی مردم از طرف یاغیان و احیاناً گاهی خوانین مستبد محلی یا عشایر بارها به دلیل کوچ و فرار مردم به جاهای امن خالی از سکنه شده‌است. اما نسل جدید که قدمت تاریخ آن در حدود ۳۵۰ سیصد و پنجاه سال می‌باشد اکثراً از روستاهای بیدشهر، هود، هیرم، کمشک از توابع لارستان و روستای مزایجان داراب می‌باشند که آنها نیز به دلایل یادشده از محل خود کوچ و در لاغران ساکن می‌شوند و به دلیل وصلت‌های خانوادگی که بین آنها روی می‌دهد همگی با هم قوم و خویش و از اتحاد مثال زدنی در طول تاریخ لاغران بر خوردار می‌شوند از دیگر خصلت‌های خوب مردم لاغران میهمان دوستی یا به عبارتی میهمان پرستی است که به آن شهره هستند. مردم در کار خیر همیشه پیش قدم بوده و از برکت آن روستایی آباد دارند که حتی به جرئت می‌توان گفت که از امکانات شهر بودن فقط جمعیت کمتر نسبت به شهر می‌باشد.

## جغرافیا

### موقعیت جغرافیایی
روستای لاغران در عرض جغرافیایی ۲۷درجه و طول جغرافیایی ۵۴ درجه در استان فارس و ۴۵ چهل و پنج کیلومتری جنوب غرب بخش‌های جویم و بنارویه واقع شده‌است.

### آب و هوا
هوای لاغران گرم و خشک، تابستان بسیار گرم و سوزان و هم چنین زمستان سرد و سرمای سوزنده اما در فصل بهار طبیعت چهره بهشت گونه خود را به نمایش می‌گذارد که گویی لاغران و اطراف آن قطعه ای از بهشت است با صدای پرندگان و عطر گلهای شب بو و دیگر گیاهان رنگارنگ که از گونه‌های مختلف و دارویی می‌باشد.

### همسایگان
لاغران از شرق با جلال‌آباد و دهفیش، از غرب با بلغان، از شمال به چغان و از جنوب واقع شده در دامنه رشته کوه‌های زاگرس

### تقسیمات کشوری
لاغران با جمعیت ۱۷۰۰ هزارو هفتصد نفر تا سال ۱۳۸۱ هجری شمسی زیر نظر بخشداری جویم اداره می‌شد اما بعد از منفک شدن بنارویه از جویم به عنوان یک بخش جداگانه در سال ۱۳۸۱ لاغران به همراه روستاهای جلال‌آباد، دهفیش، دامچه، مارمه، حسن‌آباد مرگماری، بختیارویه و شرفویه به بخش بنارویه ملحق شد.

## مدارس
در کل ۵ پنج مدرسه و یک مهد کودک در حال فعالیت در امر آموزش می‌باشند.
دو مدرسه در مقطع ابتدایی. مدرسه ابتدایی پسرانه طالقانی. مدرسه ابتدایی دخترانه بنت الهدای.
مقطع راهنمایی دو مدرسه. مدرسه راهنمایی پسرانه مدرس، مدرسه راهنمایی دخترانه بهار دانش
مقطع دبیرستان یک دبیرستان. دبیرستان دخترانه خاتم الانبیاء. ودر قسمت پسران نیز یک مدرسه به عنوان دبیرستان ساخته شده که در حدود دو سال به صورت آزمایشی شروع به کار نموده‌است اما با مشکل کمی تعداد دانش آموز مواجه می‌باشد.

## اقتصاد
کسب درآمد اکثریت مردم ازمحل کار در کشورهای حاشیه خلیج فارس از قبیل کشورهای کویت و امارات متحده عربی می‌باشد.
تازگی‌ها به دلیل خرید محصولات کشاورزی از طرف دولت، مردم نسبت به کشاورزی رغبت پیدا نموده‌اند و زمینهای خود را به کاشت گندم اختصاص داده‌اند. اما به دلیل شور بودن زیاد تر از حد استاندارد آب چاه‌ها، زمینها شوره زده و غیرقابل کشت شده‌است.
تعداد معدودی نیز در کارهای مغازه داری و خریدو فروش در روستا مشغول به امرار معاش می‌باشند.

### مراکز اداری و تجاری
۱- بانک صادرات
۲- مرکز مخابرات ۵۰۰ شماره ای و همچنین دستگاه جی اس ام (تلفن همراه روستایی) – خط آنلاین شبانه‌روزی اینترنت و پست بانک
۳- فرستده ۶ شش کاناله صدا و سیما
1. یک واحد جوشکاری به صورت حرفه ای، یک واحد کارگاه در و پنجره سازی آلومینیوم
2. نجاری
3. پنجرگیری و تعویض روغن و یدک فروشی اتومبیل
4. کارگاه کیک و کلوچه پزی مدرن
5. شرکت تعاونی مصرف روستایی
6. خانه بهداشت
7. درمانگاه روستایی
8. مکتب خانه قرآن
9. مسجد جمعه (مصلا)

۱۳- تعداد ۴ چهار مسجد در محله‌ها
1. لوله‌کشی و برق کشی خانگی و صنعتی با کادر حرفه ای
2. بنگاه و نمایشگاه اتومبیل
3. مرغ و ماهی فروشی همراه با دستگاه پرکنی
4. شش واحد سوپر مارکت مجلل
5. تاکسی تلفنی
6. برق کشی ماشین به صورت حرفه ای
7. دو واحد بوتیک
8. دو باب مغازه ظروف خانگی، لوازم خارجی و ایرانی مجلل و پر رونق
9. شرکت توزیع نفت
10. شرکت جمع‌آوری و حمل زباله
11. دو واحد ابزار و مصالح ساختمانی با تمام امکانات
12. یک واحد خبازی (نانوایی) شغل و درآمد شهروندان لاغران[۱۱]

## نگارخانه

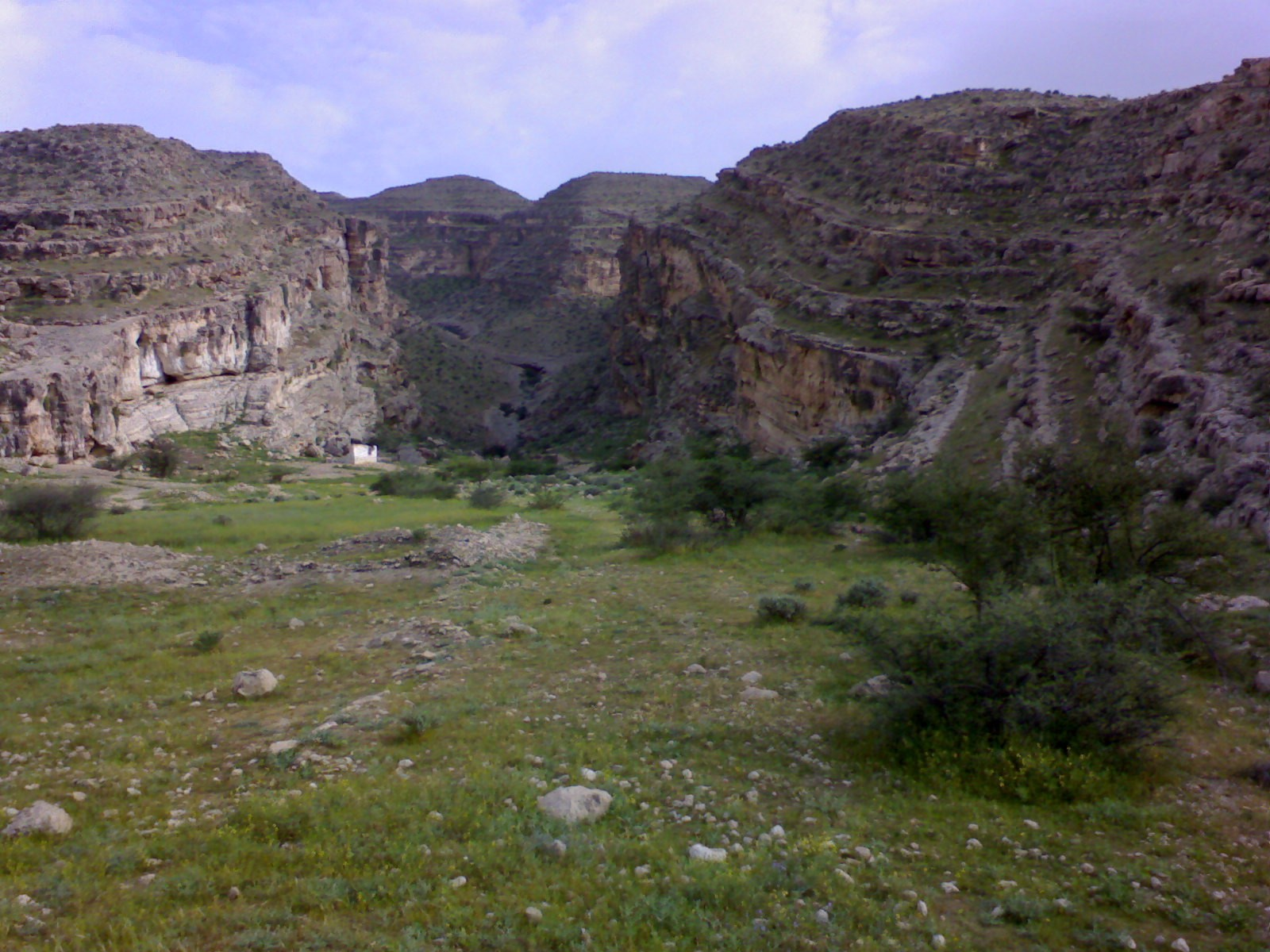
دره اول لاغران
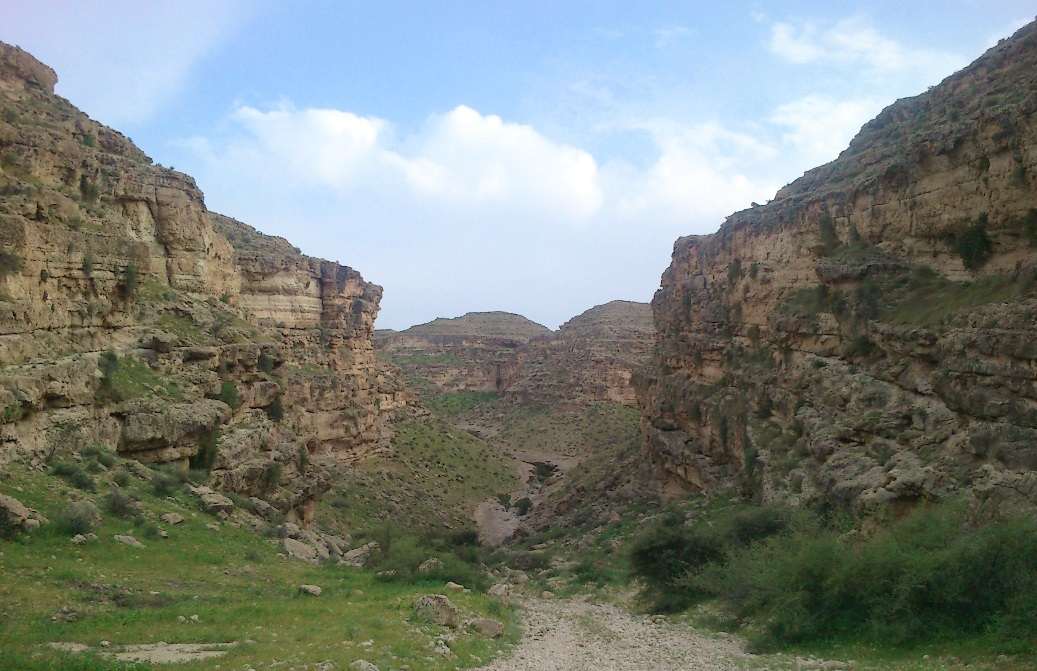
روستای لاغران بهار ۹۳
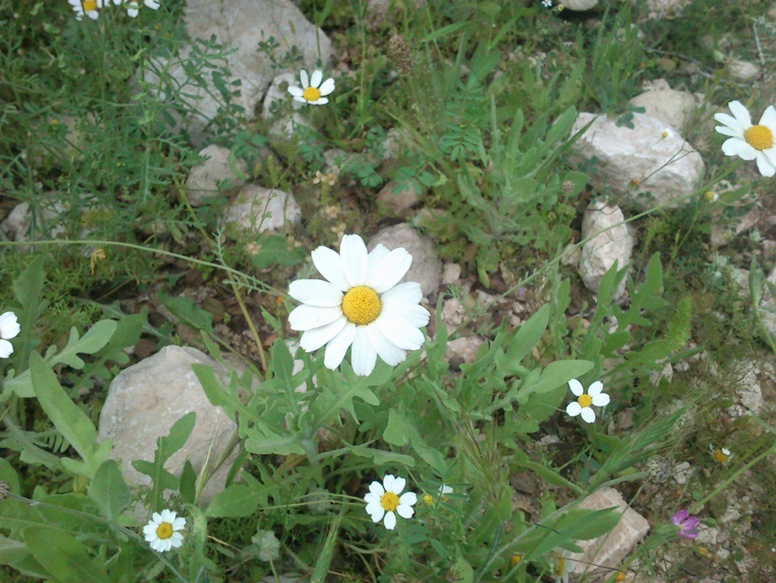
روستای لاغران بهار ۹۳
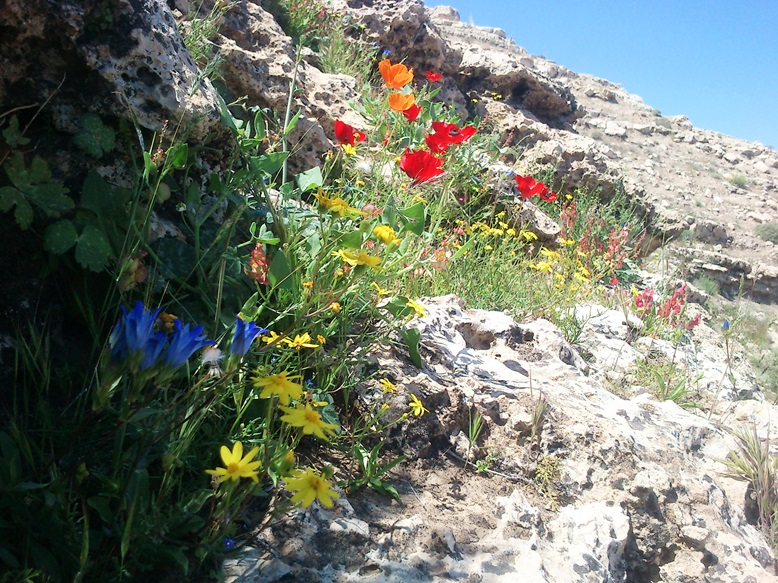
روستای لاغران بهار ۹۳
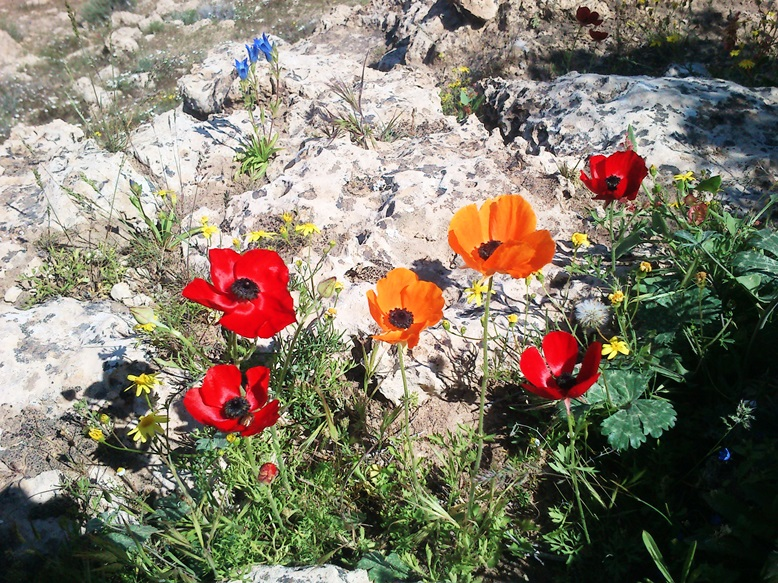
روستای لاغران بهار ۹۳
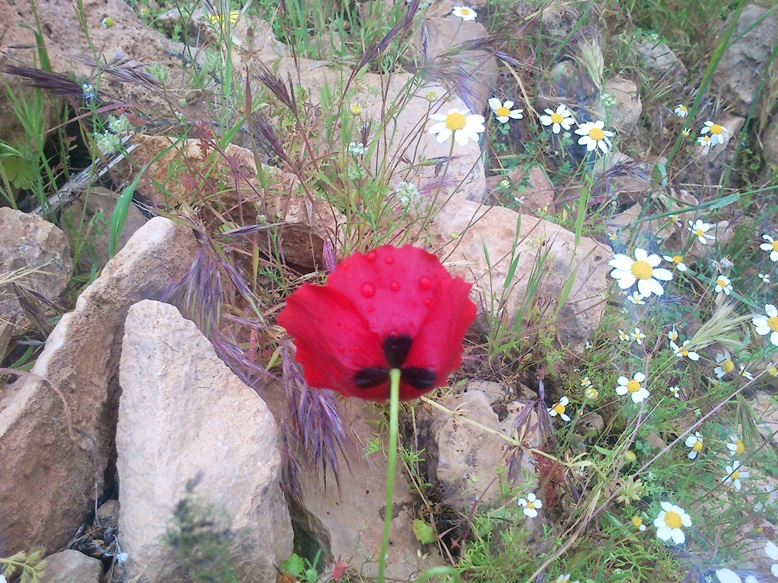
روستای لاغران بهار ۹۳

## جمعیت
بر پایه سرشماری عمومی نفوس و مسکن در سال ۱۳۹۵، جمعیت این روستا برابر با ۱٬۹۳۶ نفر (۴۹۹ خانوار) بوده است.